# Bahnhof Schwarzenberg (Erzgeb)
Der Bahnhof Schwarzenberg (Erzgeb) ist ein regionaler Eisenbahnknoten in Schwarzenberg/Erzgeb. in Sachsen. Die drei den Bahnhof berührenden Bahnstrecken Annaberg-Buchholz–Schwarzenberg, Johanngeorgenstadt–Schwarzenberg und Schwarzenberg–Zwickau sind zwar noch in Betrieb, haben aber viel von ihrer einstigen Bedeutung verloren. Das Eisenbahnmuseum Schwarzenberg des Vereins Sächsischer Eisenbahnfreunde e. V. ist im stillgelegten Bahnbetriebswerk (Bw) untergebracht.

## Geschichte

### Bahnhofsname
Der Bahnhof trug während seiner Betriebszeit drei unterschiedliche Namen:
- bis 17. Mai 1885: Schwarzenberg
- bis 30. Juni 1911: Schwarzenberg Bahnhof
- bis 5. Oktober 1935: Schwarzenberg
- seit 6. Oktober 1935: Schwarzenberg (Erzgeb)

### Betrieb
In den 1840er Jahren gab es erste Pläne für einen Eisenbahnanschluss Schwarzenbergs aus Richtung Zwickau über Aue durch das Mulden- und Schwarzwassertal, genehmigt wurde der Bau der Obererzgebirgischen Bahn (Schwarzenberg–Zwickau) erst 1855. Die Station wurde am 11. Mai 1858 als Kopfbahnhof zusammen mit der Bahnstrecke eröffnet. Der Bahnhof, von Anfang an mit einer Lokstation ausgestattet, lag unterhalb der Altstadt im Schwarzwassertal. Erst später wuchs Schwarzenberg langsam um den Bahnhof herum.
Die noch in den 1850er Jahren geplante Fortsetzung ins böhmische Karlsbad wurde nach verschiedenen Schwierigkeiten erst 1880 genehmigt, im September 1883 konnte die Strecke Johanngeorgenstadt–Schwarzenberg schließlich eröffnet werden. 1889 folgte noch die Strecke Buchholz Süd–Schwarzenberg, Schwarzenberg war damit zum Trennungsbahnhof geworden.
Mit Eröffnung der grenzüberschreitenden Verbindung Karlsbad–Johanngeorgenstadt sowie der allgemeinen Verkehrssteigerung war der Bahnhof mittlerweile zu klein geworden, daher wurde 1898 für 1,2 Millionen Mark vom Sächsischen Landtag eine umfassende Bahnhofserweiterung genehmigt worden. Der Umbau begann 1899 und wurde 1903 fertiggestellt. Der alte nördlich des Empfangsgebäudes gelegene Güterschuppen wurde abgerissen, an seiner Stelle entstand ein neuer 1902 eröffneter Inselbahnsteig mit 200 m Länge, davon 50 m überdacht. Der neue Güterschuppen wurde südlich des Bahnhofs gebaut, auch wurden hier zwei weitere Abstell- und Ladegleise errichtet.

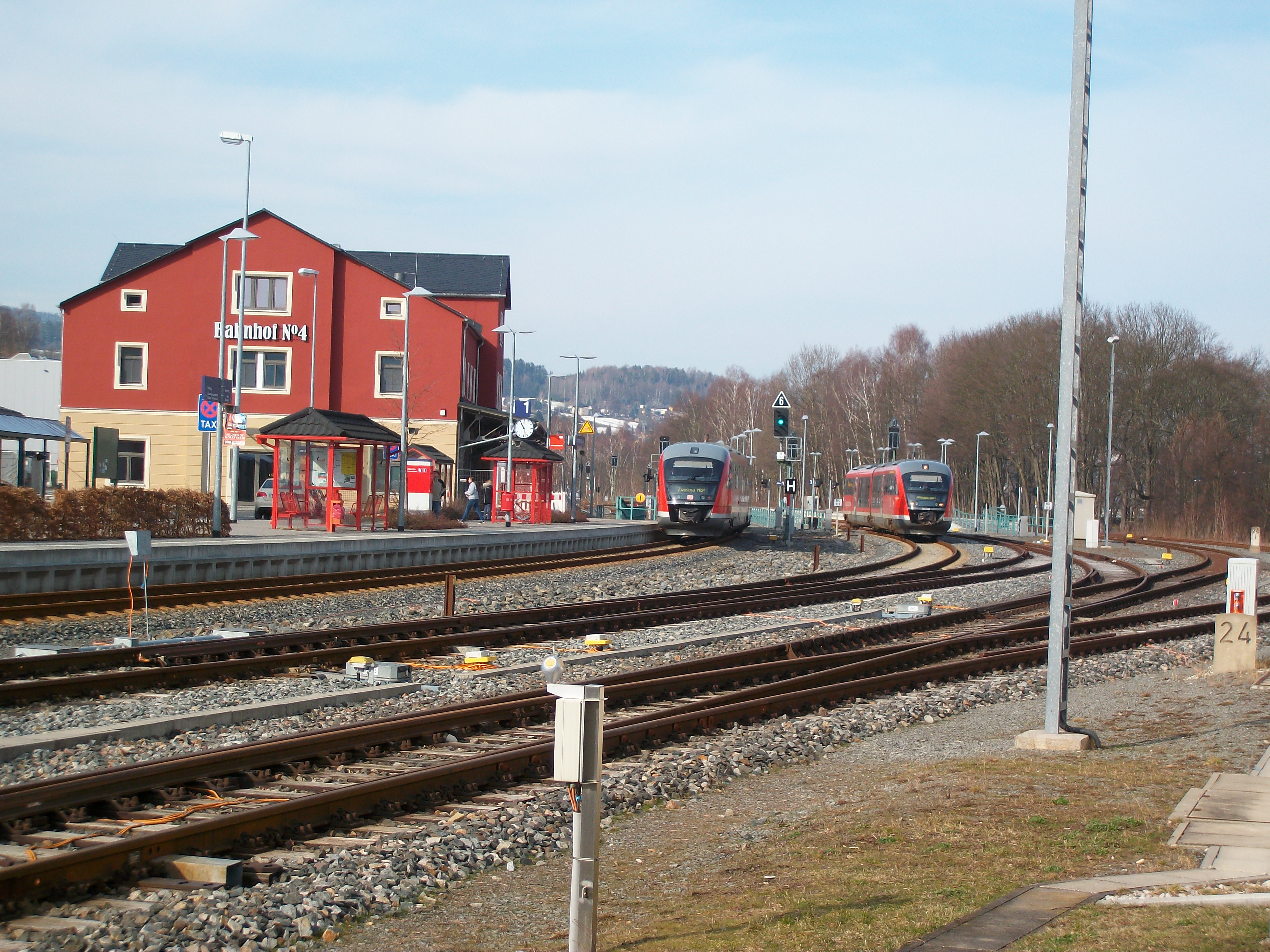
Zugkreuzung im Bahnhof Schwarzenberg (2016)

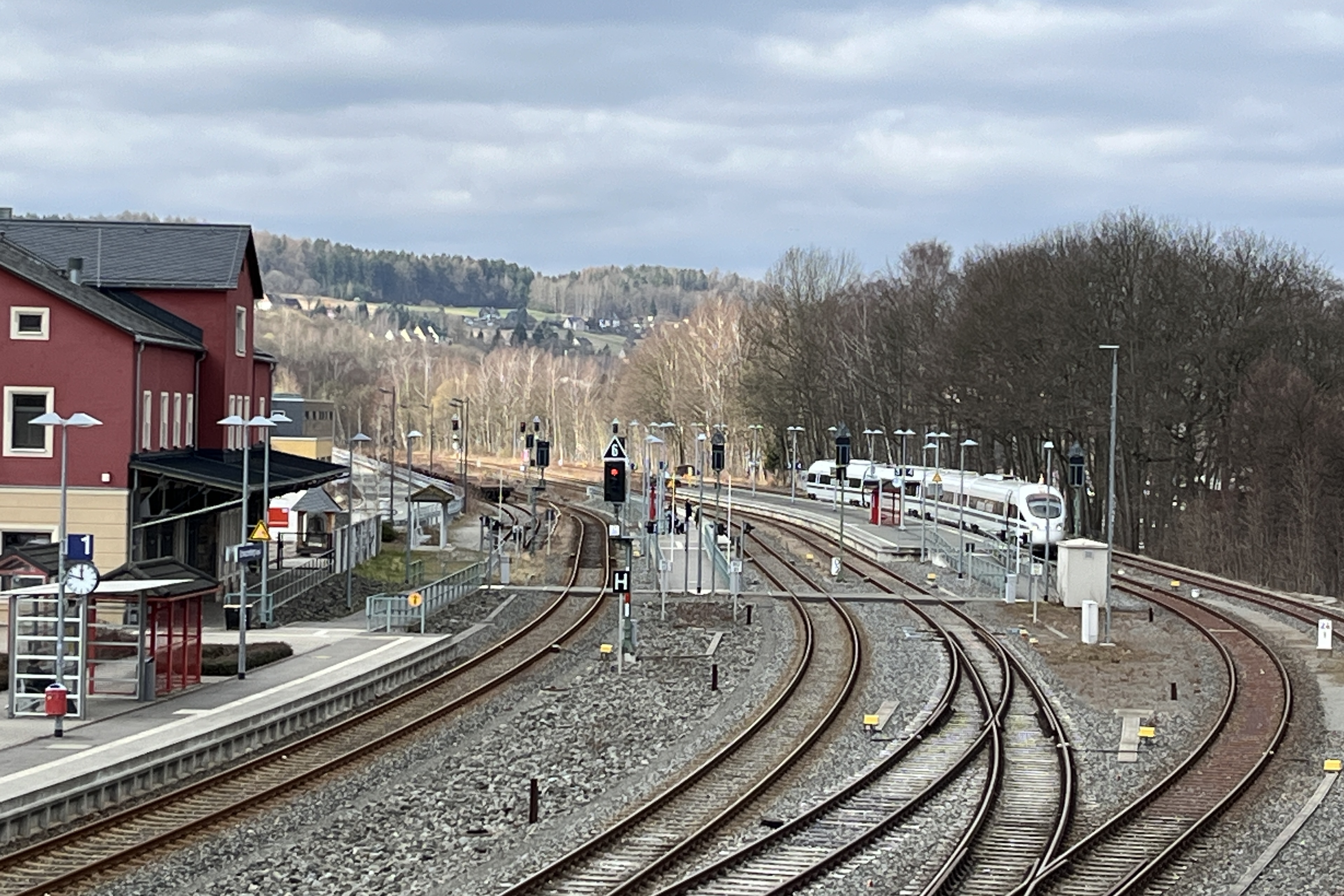
Blick vom ESTW auf die Gleisanlage mit advanced TrainLab (2024)

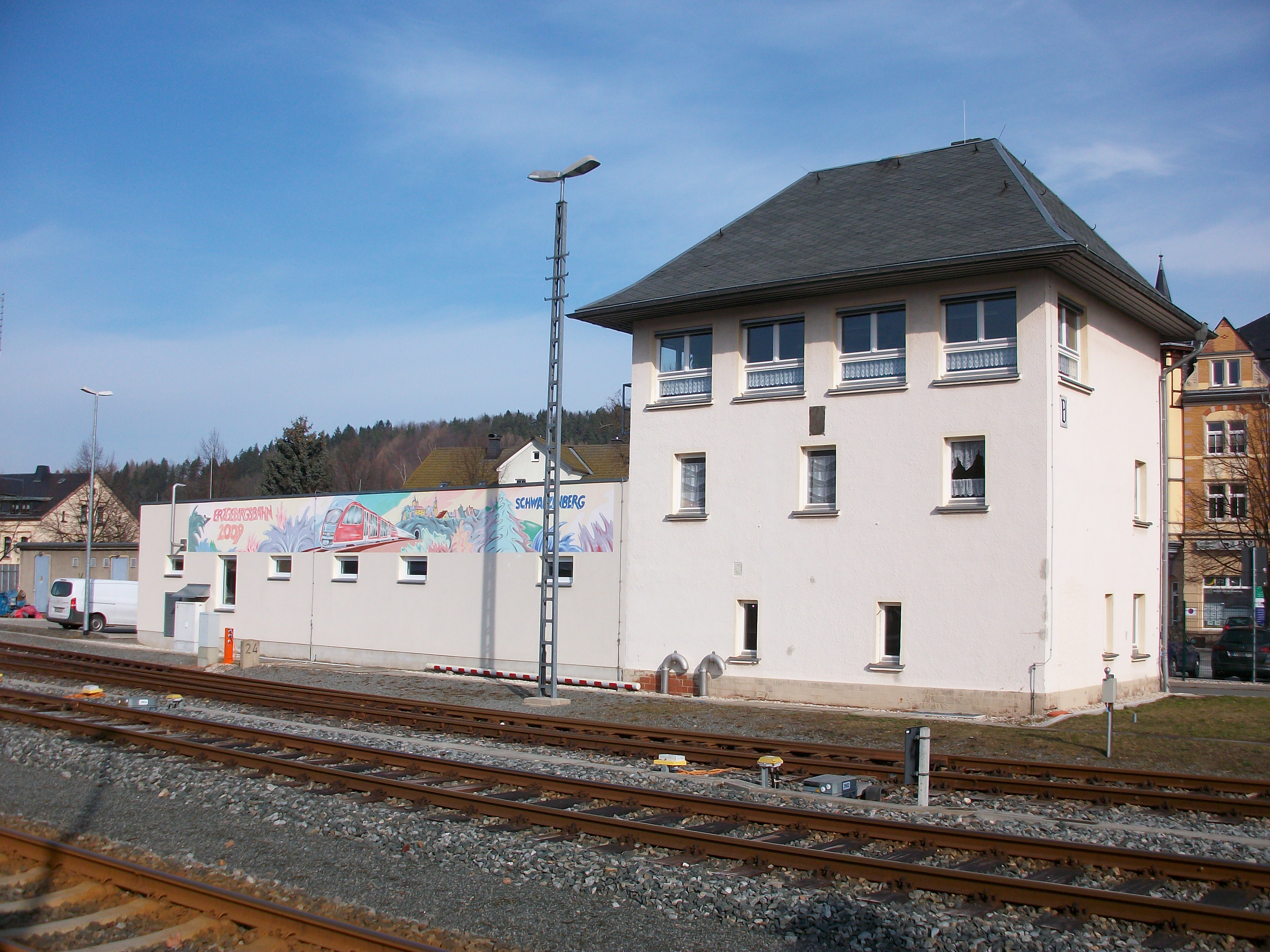
Ehem. Befehlsstellwerk B1 (2016)

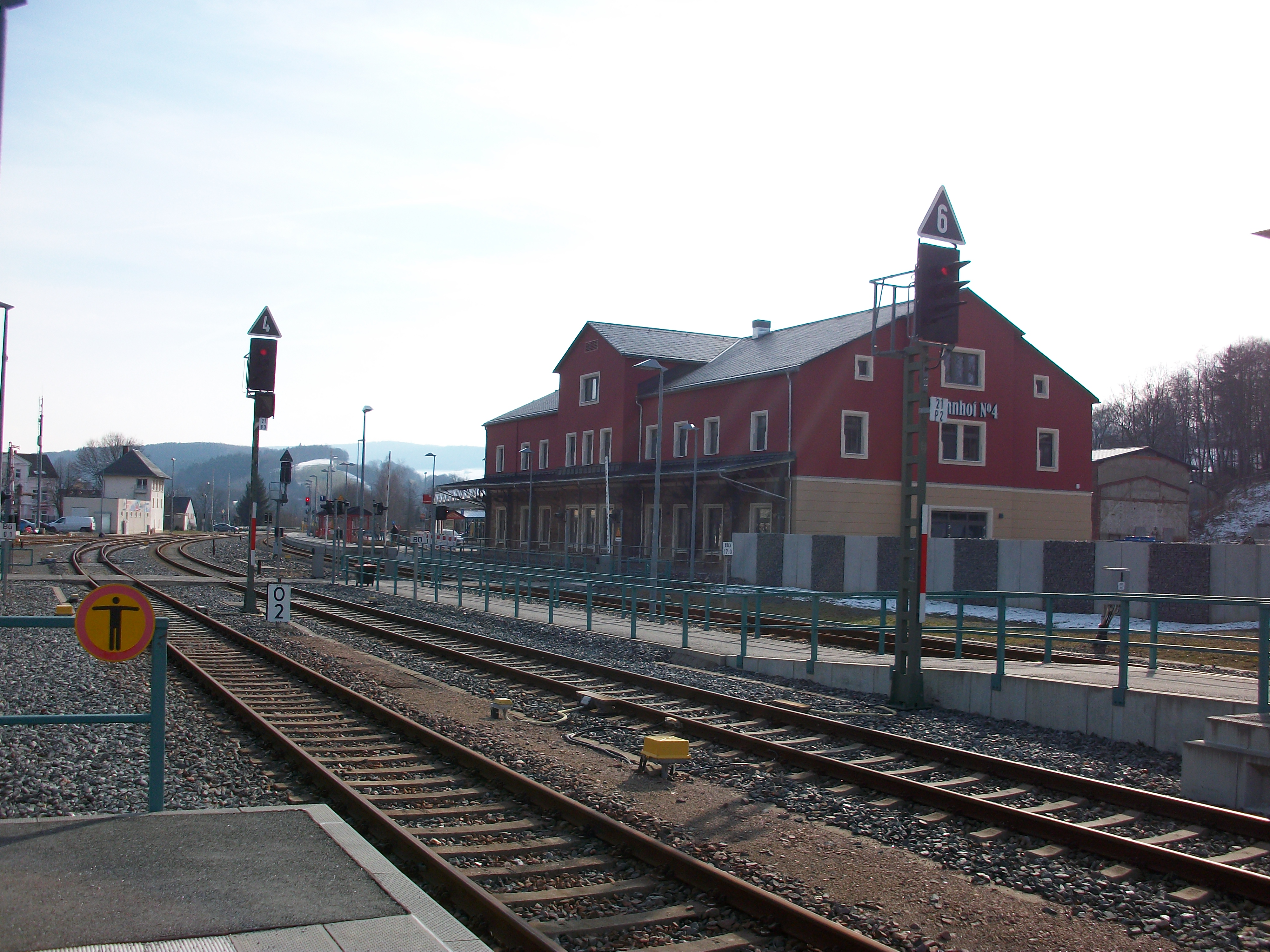
Blick Richtung Annaberg/Johanngeorgenstadt (2016)

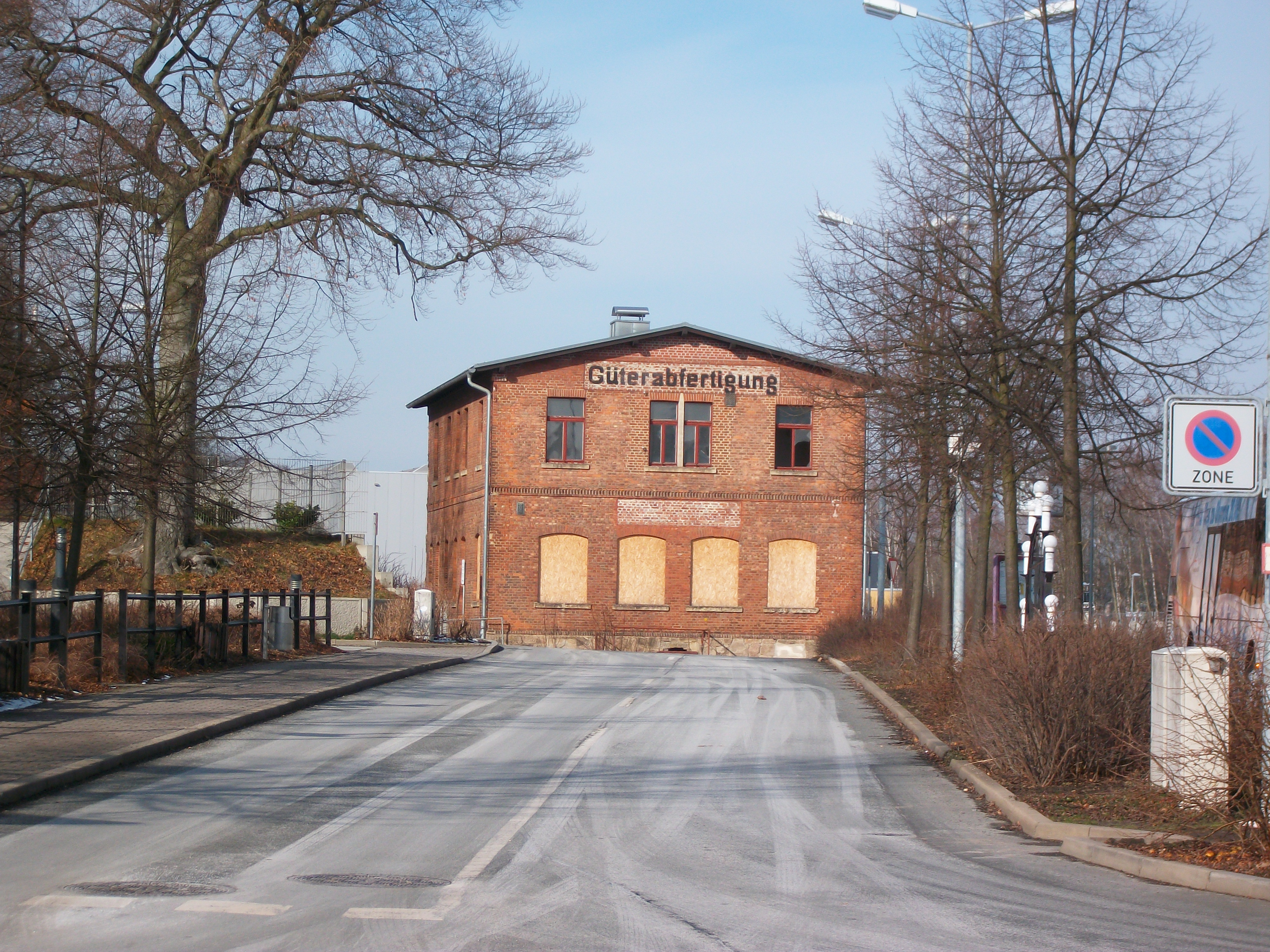
Ehem. Güterabfertigung (2016)

Nach dem Ende des Zweiten Weltkriegs blieb die Region um Schwarzenberg zunächst unbesetzt, mit dem Einzug der Amerikaner wurden die Strecken der neugegründeten Rbd Zwickau unterstellt. Mit dem Besatzerwechsel wurde die RBD Zwickau aufgelöst und wieder der Rbd Dresden angegliedert und das EBA Schwarzenberg aufgelöst. Noch 1945 wurde mit dem Uranbergbau begonnen, der in den darauffolgenden Jahren immer weiter ausgedehnt wurde, damit begann die eigentliche Blütezeit des Bahnhofs Schwarzenberg (Erzgeb). Die Güterverkehrsleistungen stiegen massiv an, zudem wurde in den ersten Jahren auch der Schichtarbeiterverkehr nahezu vollständig über die Schiene abgewickelt.
Da Schwarzenberg einen Knotenpunkt im Berufsverkehr darstellte, reichten die vorhandenen Anlagen nicht mehr aus, daher wurde der Bahnhof 1950/51 großzügig erweitert. Auf südlicher Seite wurde der Berghang gesprengt und das abgetragene Material nördlich zur Aufschüttung eines neuen Planums verwendet. Den Materialtransport übernahm eine Feldbahn, die zuvor bei der Aufschüttung des Kleinen Bunkerbergs zum Einsatz gekommen war. Da zeitgleich auch die Strecke nach Johanngeorgenstadt neu trassiert wurde, wurden fast alle Bahnhofsteile umgebaut. Auch erhielt der Bahnhof drei elektromechanische Stellwerke der Bauart Gaselan.
Ende der 1950er Jahre normalisierte sich der Verkehr wieder.
Der Güterverkehr wurde 2001 zum Bahnhof Grünstädtel verlagert, zuvor war schon der Güterverkehr nach Johanngeorgenstadt eingestellt worden. 2005 wurden Gleiserneuerungen durchgeführt, dabei wurden zahlreiche Weichen ausgebaut. Zwei Jahre später wurde der Großteil der nunmehr überflüssigen Gleise ausgebaut, auf der Fläche des ehemaligen Güterbahnhofes soll ein Gewerbegebiet entstehen. Der letzte Bahnhofsumbau erfolgte 2009, als für etwa neun Millionen Euro die heutige barrierefreie Verknüpfung zwischen Bahn-, Bus- und Individualverkehr entstand. Zugleich wurden auch die bisherigen Stellwerke durch ein modernes Elektronisches Stellwerk (ESTW) ersetzt. Das Wärterstellwerk W3 – ausgerüstet mit der Gaselan-Technik – bleibt museal erhalten. Im Jahr 2016 bestanden die Anlagen nur noch aus fünf durchgehenden Gleisen sowie dem Anschluss des Museums.

## Verkehr
| Linie                    | Linienverlauf                                                    | Takt (min) | EVU            |
| ------------------------ | ---------------------------------------------------------------- | ---------- | -------------- |
| RB95                     | Zwickau – Hartenstein – Aue – Schwarzenberg – Johanngeorgenstadt | 60         | Erzgebirgsbahn |
| Stand: 12. Dezember 2021 |                                                                  |            |                |

Auf der Bahnstrecke nach Annaberg-Buchholz unt Bf findet kein regelmäßiger Schienenverkehr statt. Auf der Erzgebirgischen Aussichtsbahn verkehren Sonderzüge an ausgewählten Wochenenden.

## Bahnbetriebswerk Schwarzenberg

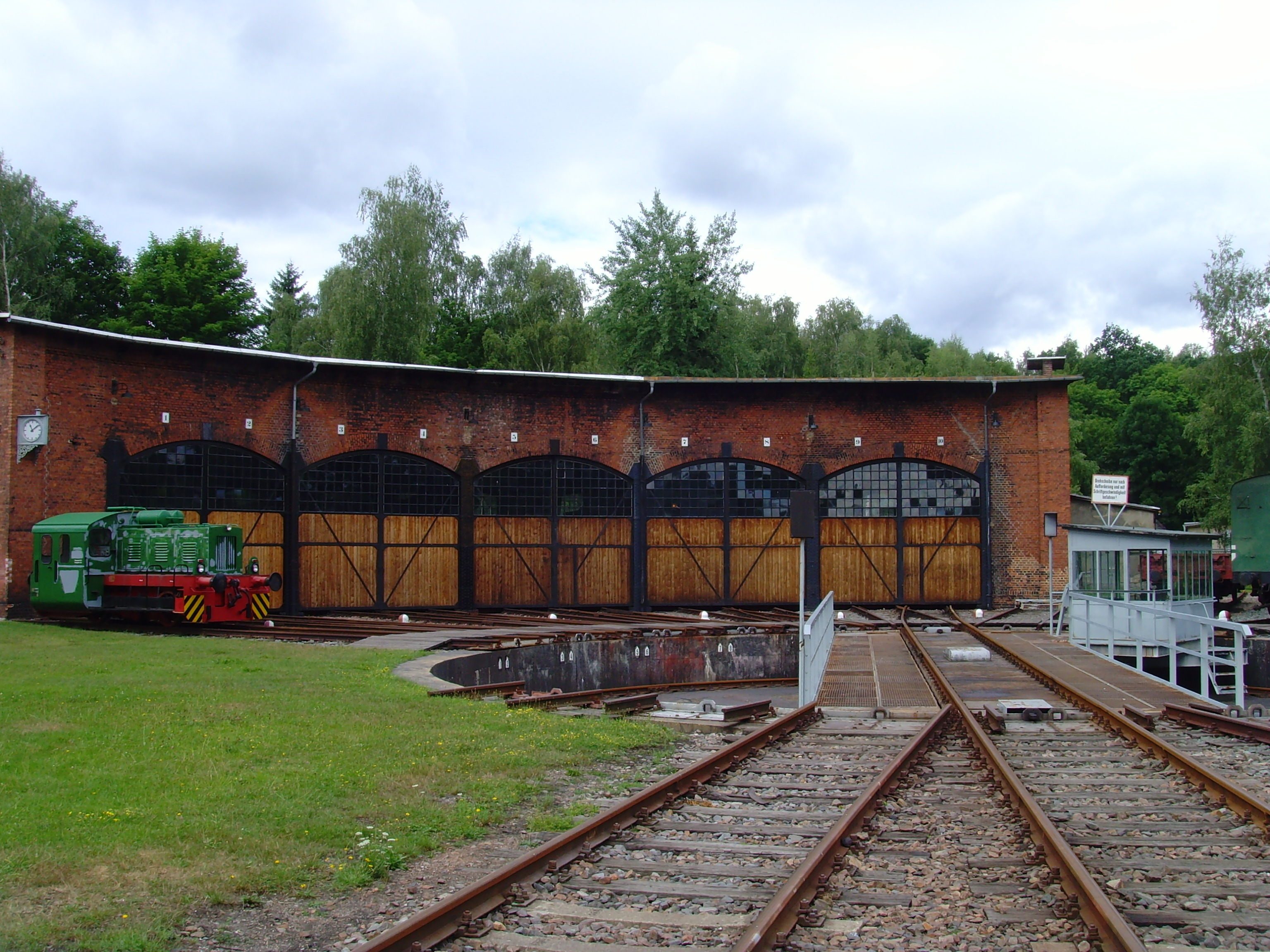
Heizhaus (2008)

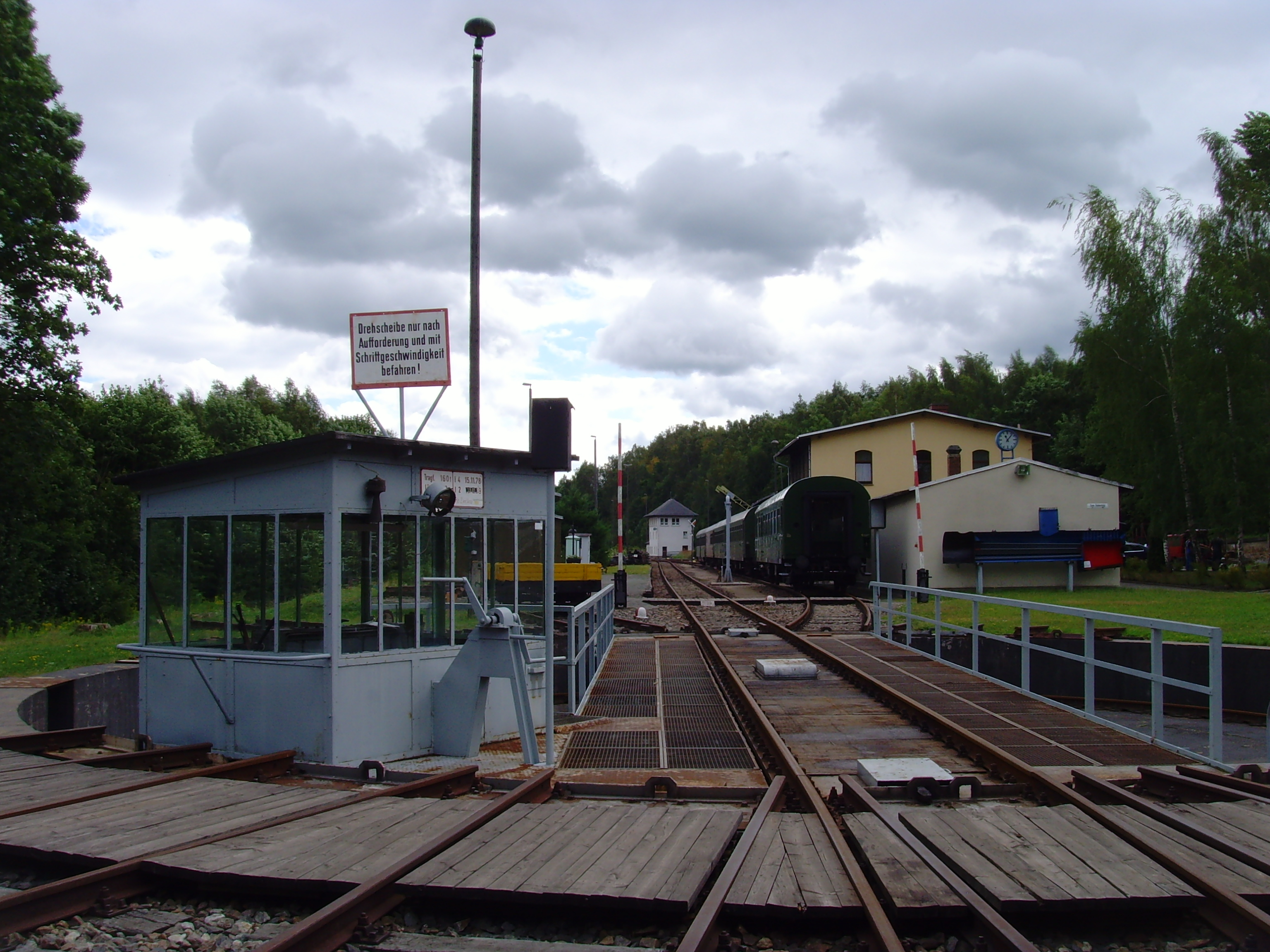
Drehscheibe am Heizhaus (2008)

Schon bei der Bahnhofseröffnung bestand 1858 in Schwarzenberg ein zweiständiges Heizhaus, an das 1868 zwei weitere Stände angebaut wurden. Mit dem Bau der grenzüberschreitenden Verbindung und der daraus resultierenden Erweiterung des Schwarzenberger Bahnhofs wurden auch die Lokomotivbehandlungsanlagen umgebaut. So wurde Richtung Aue ein neues Heizhaus errichtet und die alten Anlagen abgebrochen. Der Neubau – als Halbrundschuppen in preußischer Ziegelbauweise ausgeführt – besaß nunmehr 10 Stände und wurde über eine 18 m-Drehscheibe angebunden. Die Wasserversorgung wurde durch einen Hochbehälter sichergestellt, der sich aus dem Nixbach speiste. Hinzu kam ein Verwaltungsgebäude, an das sich ein Kohlenschuppen anschloss. Die neuen Anlagen wurden 1902 in Betrieb genommen.
Anfangs bestand noch keine Werkstatt, erst nach dem Ersten Weltkrieg beschäftigte man auch einige Schlosser in Schwarzenberg. Das Betriebsgelände wurde in den 1930er Jahren geringfügig erweitert und blieb im Wesentlichen so bis heute bestehen.
Nach dem Zweiten Weltkrieg wurden in Schwarzenberg auch Zwischenausbesserungen und Hauptuntersuchungen an Dampflokomotiven der Baureihe 99.6–7 vorgenommen. Mangels geeigneter Testmöglichkeiten vor Ort wurden die Probefahrten auf der nahegelegenen Schmalspurbahn Grünstädtel–Oberrittersgrün durchgeführt.
Da der Lokomotiv- und Personalbestand mit dem Uranbergbau immer weiter anwuchs, wurde am 1. März 1949 der bisherige Lokbahnhof zum eigenständigen Bahnbetriebswerk Schwarzenberg erhoben. Auch wurde eine neue Bekohlungsanlage gebaut.
Zwischenzeitlich gehörten mehr als 30 Maschinen zum Bw, doch sank der Bestand schon 1953 auf unter 20 Fahrzeuge. Bereits am 31. Dezember 1955 wurde das Bw wieder aufgelöst und als Lokbahnhof dem Bw Aue unterstellt.
Nach dem Traktionswandel in den 1970er Jahren wurden von Schwarzenberg nur noch Rangierlokomotiven eingesetzt. Der Lokschuppen, in dem zunächst noch Lokomotiven der Baureihe 58 abgestellt waren, wurde später vom Raw Zwickau für die Güterwagenreparatur genutzt. Anfang der 1980er Jahre wurde der Großteil der Gleise im ehemaligen Bw-Gelände entfernt.
Nach 1990 wurden die aufgegebenen Anlagen vom Verein sächsischer Eisenbahnfreunde (VSE) übernommen, der dort ein Eisenbahnmuseum einrichtete.

## Eisenbahnmuseum Schwarzenberg

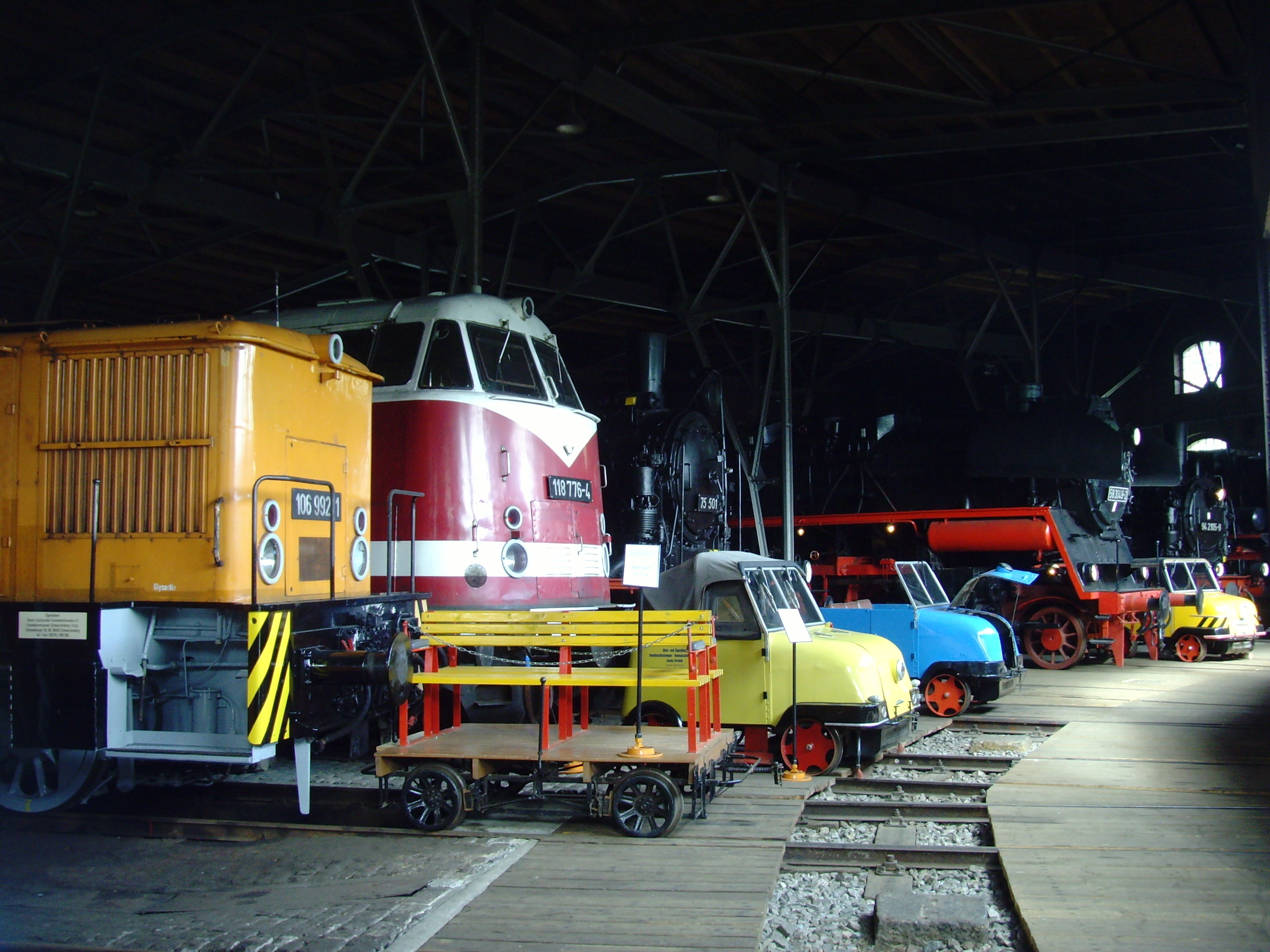
Ausstellung im Heizhaus (2008)

Der Verein Sächsischer Eisenbahnfreunde (VSE) wurde im März 1990 gegründet. Zunächst wurden nur Sonderfahrten durchgeführt. Nach dem Erwerb einiger Fahrzeuge wurden Unterstellmöglichkeiten benötigt. Die Wahl fiel auf die mittlerweile verfallenden Anlagen des früheren Bahnbetriebswerkes in Schwarzenberg. Bis 1998 wurden die Gebäude und das Umfeld weitgehend saniert.
Heute gehören mit Fahrzeugen der Baureihen 50.35–37, 58.30, 75.5, 86, 94.19–21, 106, 112 und 118 zahlreiche für das Erzgebirge typische Fahrzeuge zum Eisenbahnmuseums. Neben einem Museumszug und mehreren Güterwagen gehört ein Heizkesselwagen zu den Exponaten. Zum Bestand des Eisenbahnmuseums gehört auch den letzten erhaltene LOWA E 5 Mitteleinstiegswagen der Deutschen Reichsbahn. Weiterhin besitzt der VSE weitere Dampf- und Kleinlokomotiven.

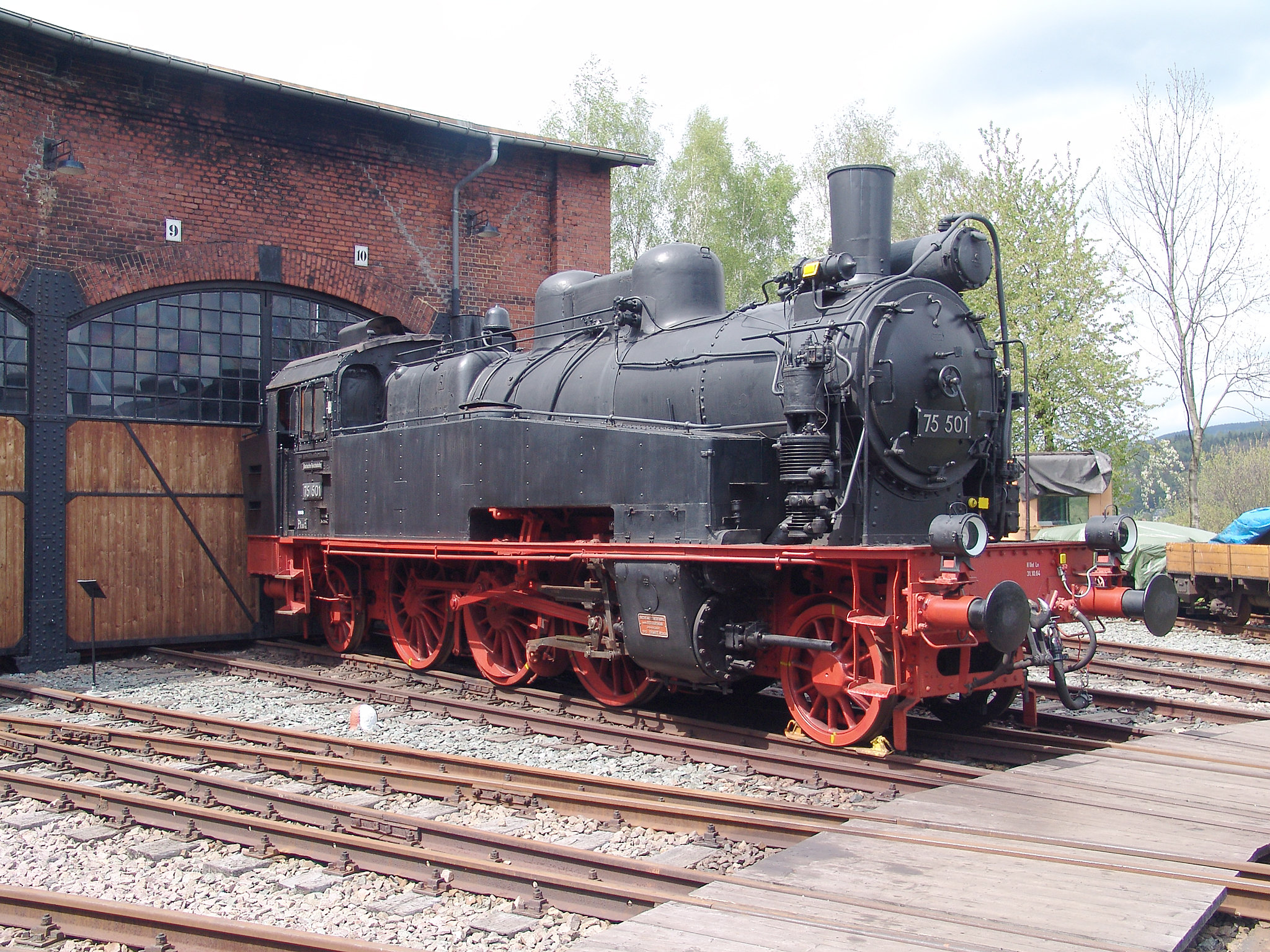
75 501
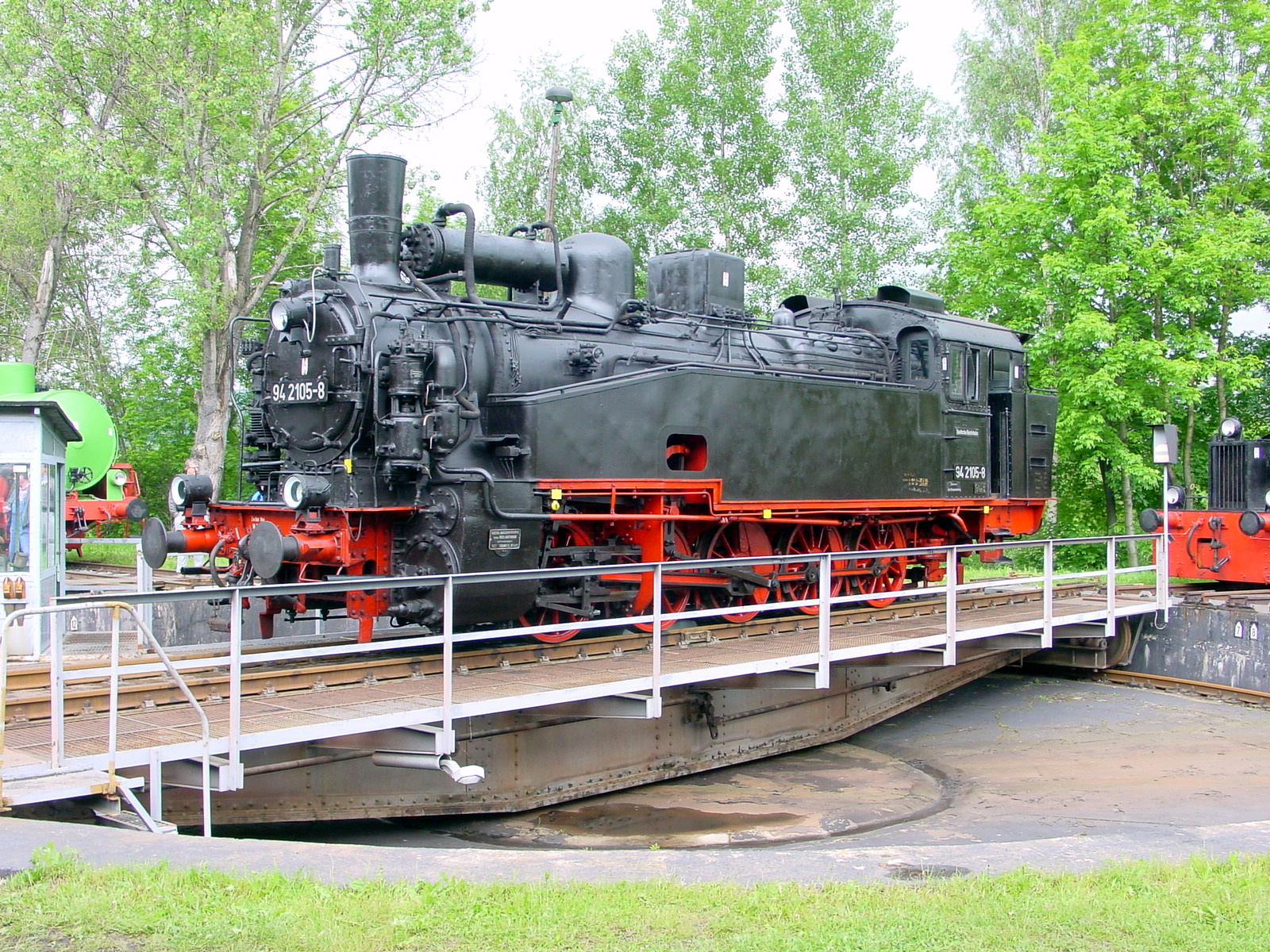
94 2105
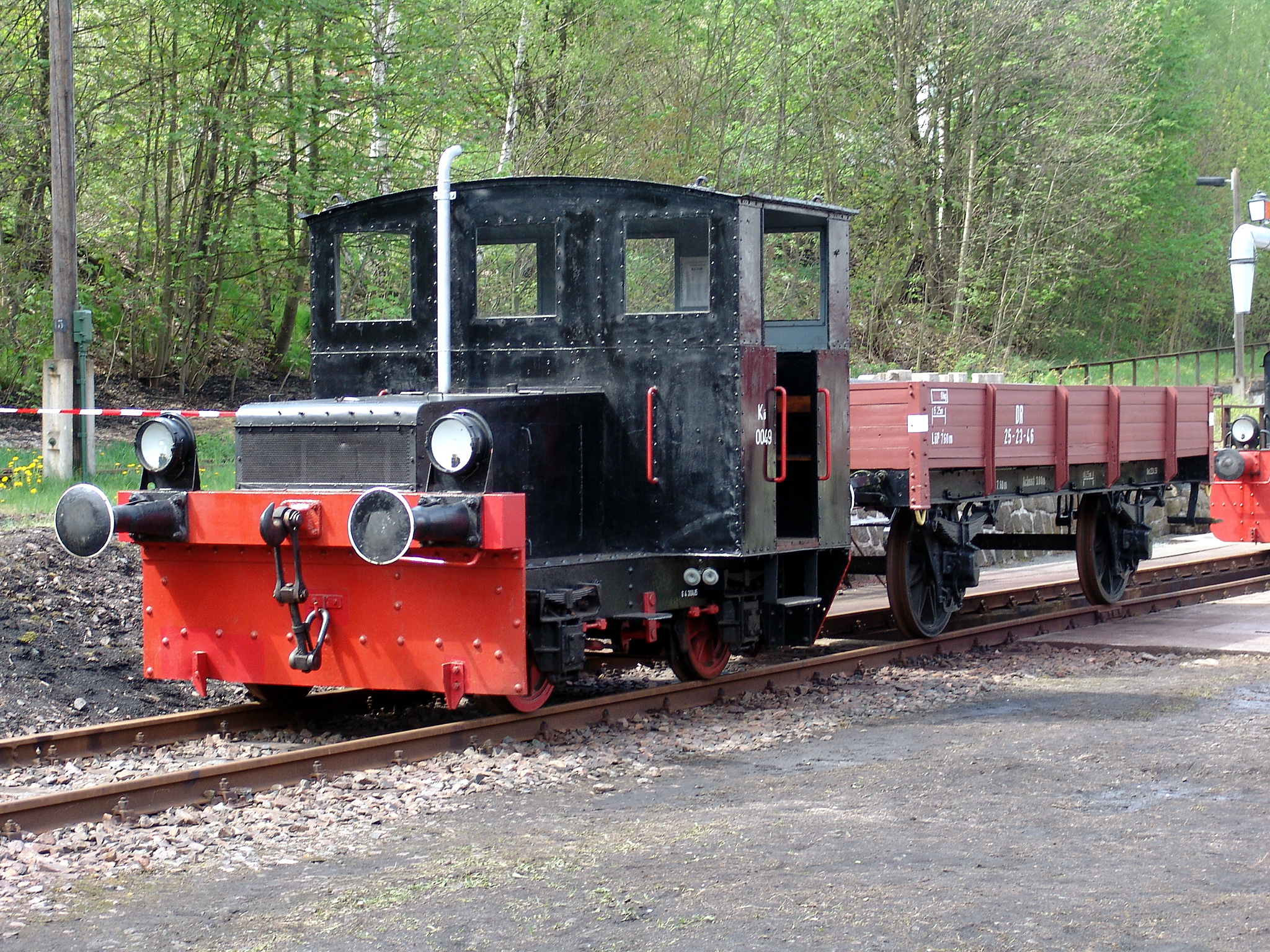
Kö 049
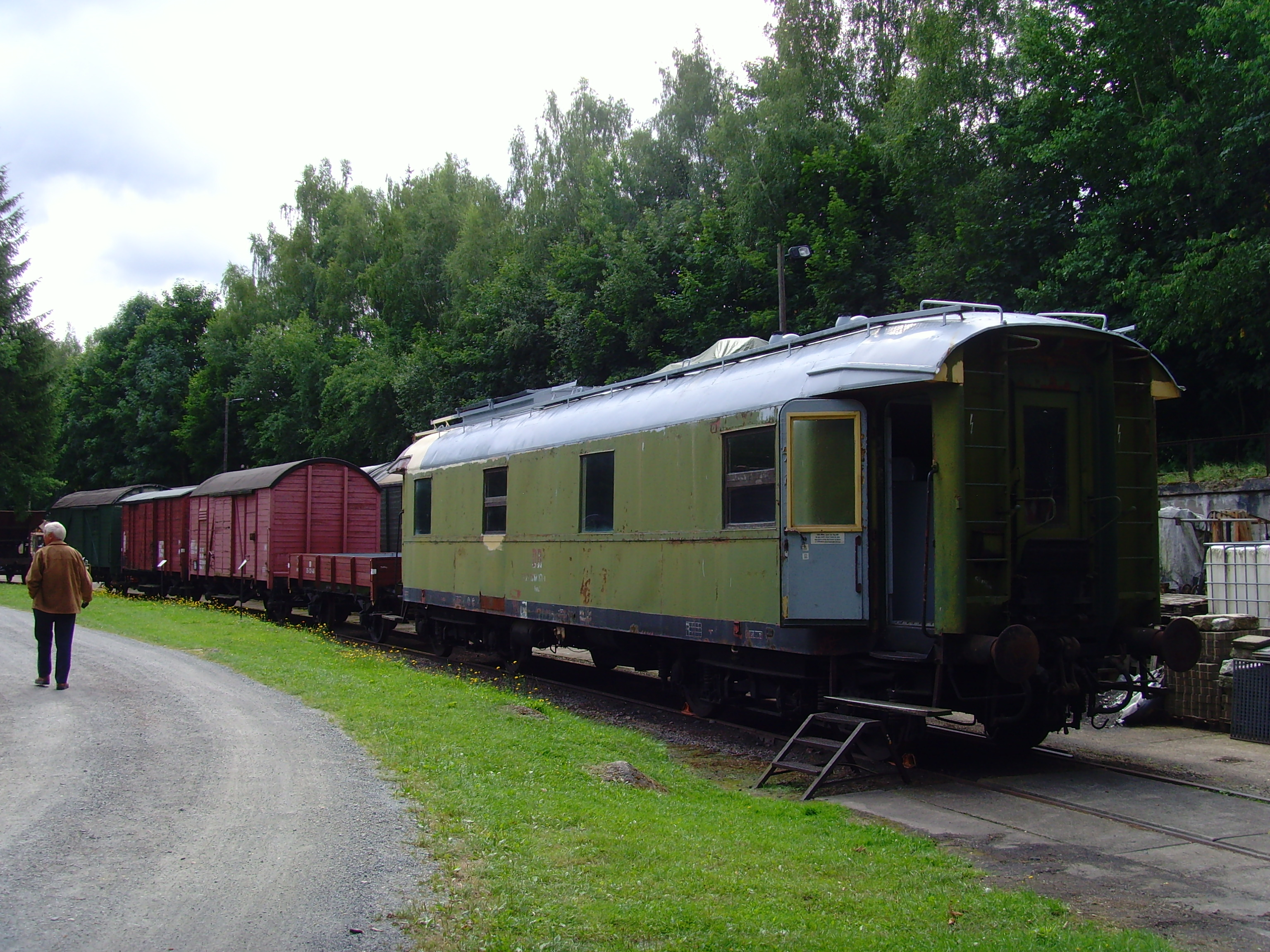
Heizwagen
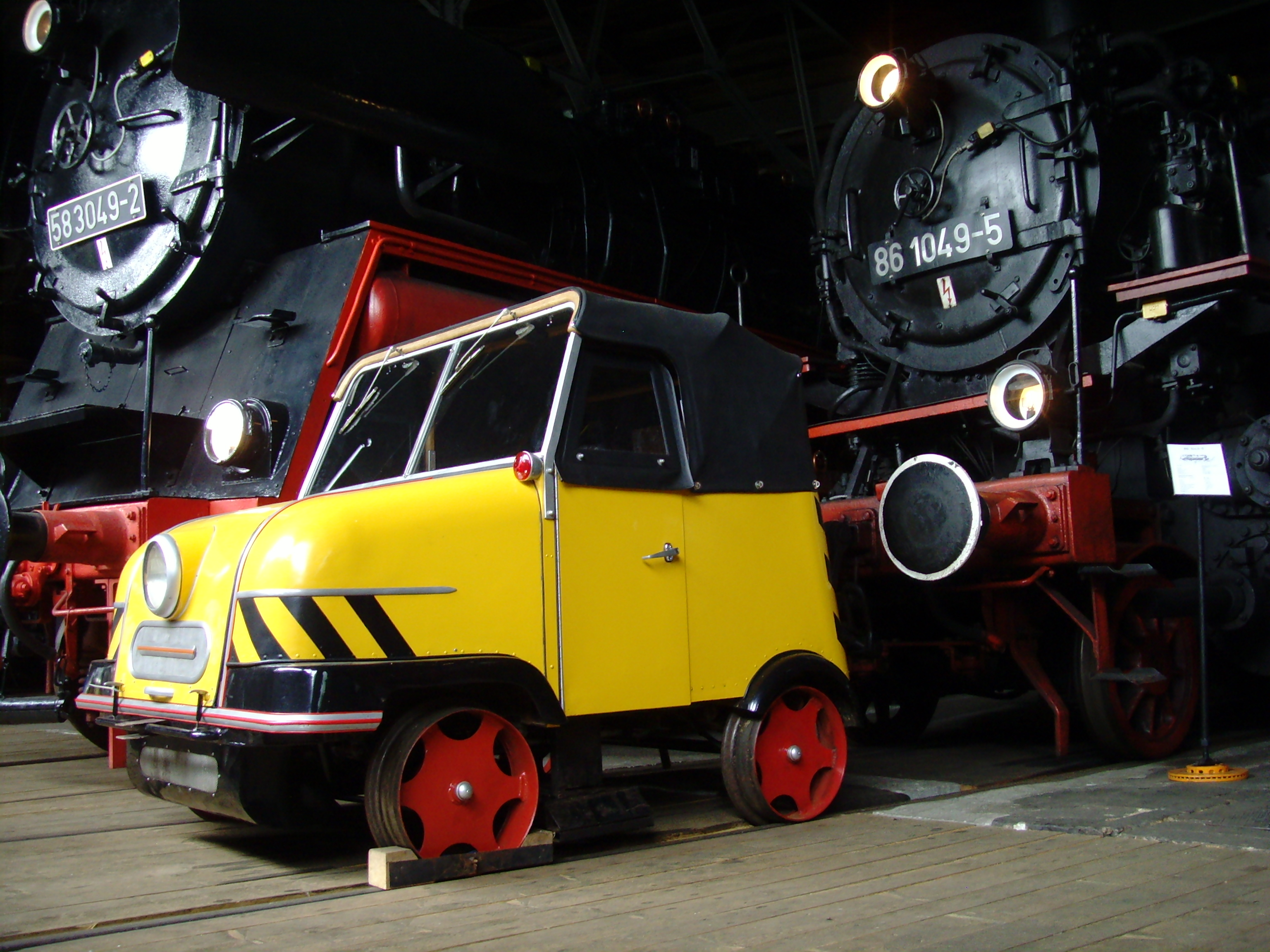
„Schienentrabi“